# Specie di Physoglenidae
Di seguito sono descritte tutte le specie della famiglia di ragni Physoglenidae note a luglio 2017.

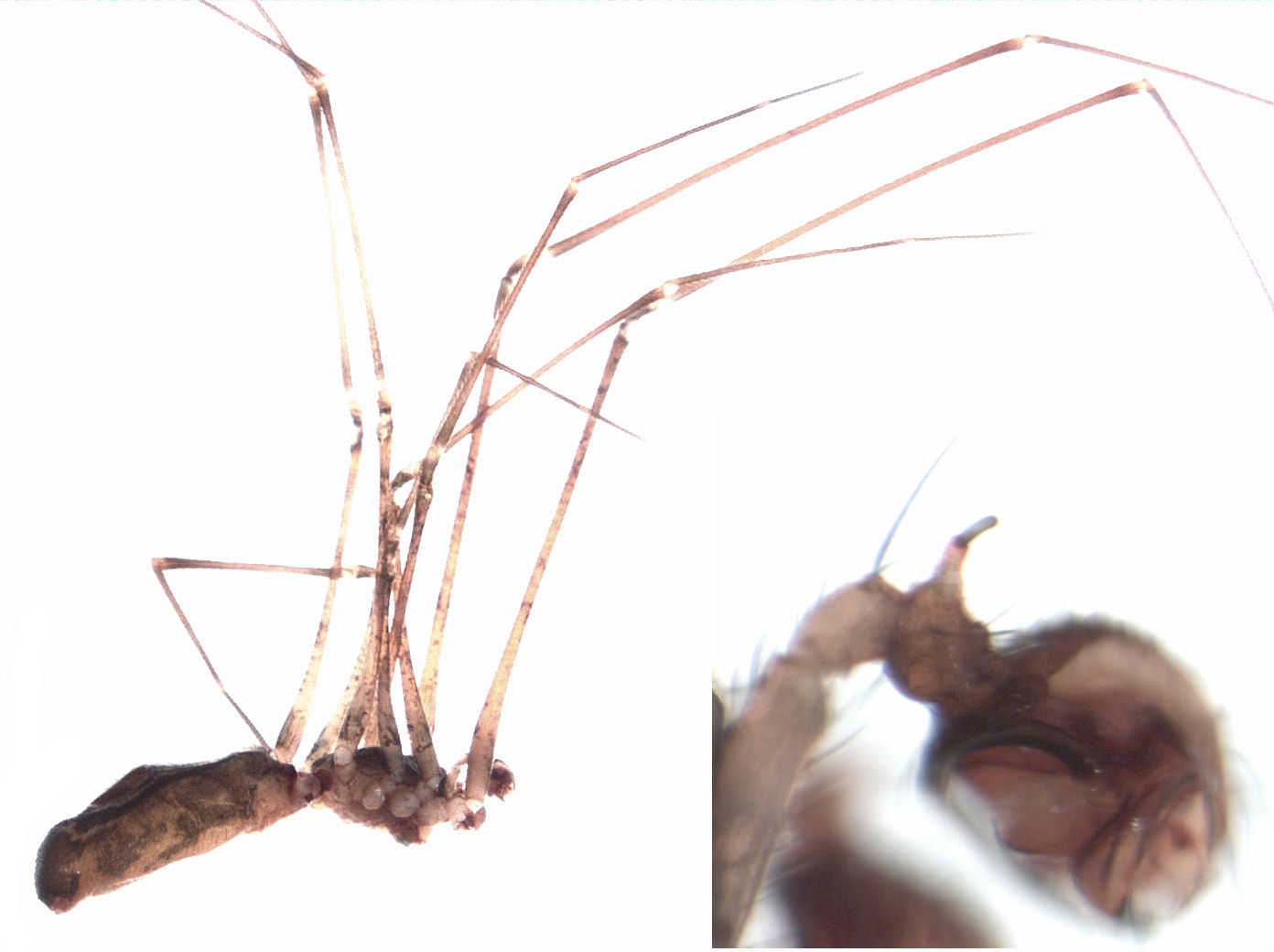
Meringa sp., maschio adulto

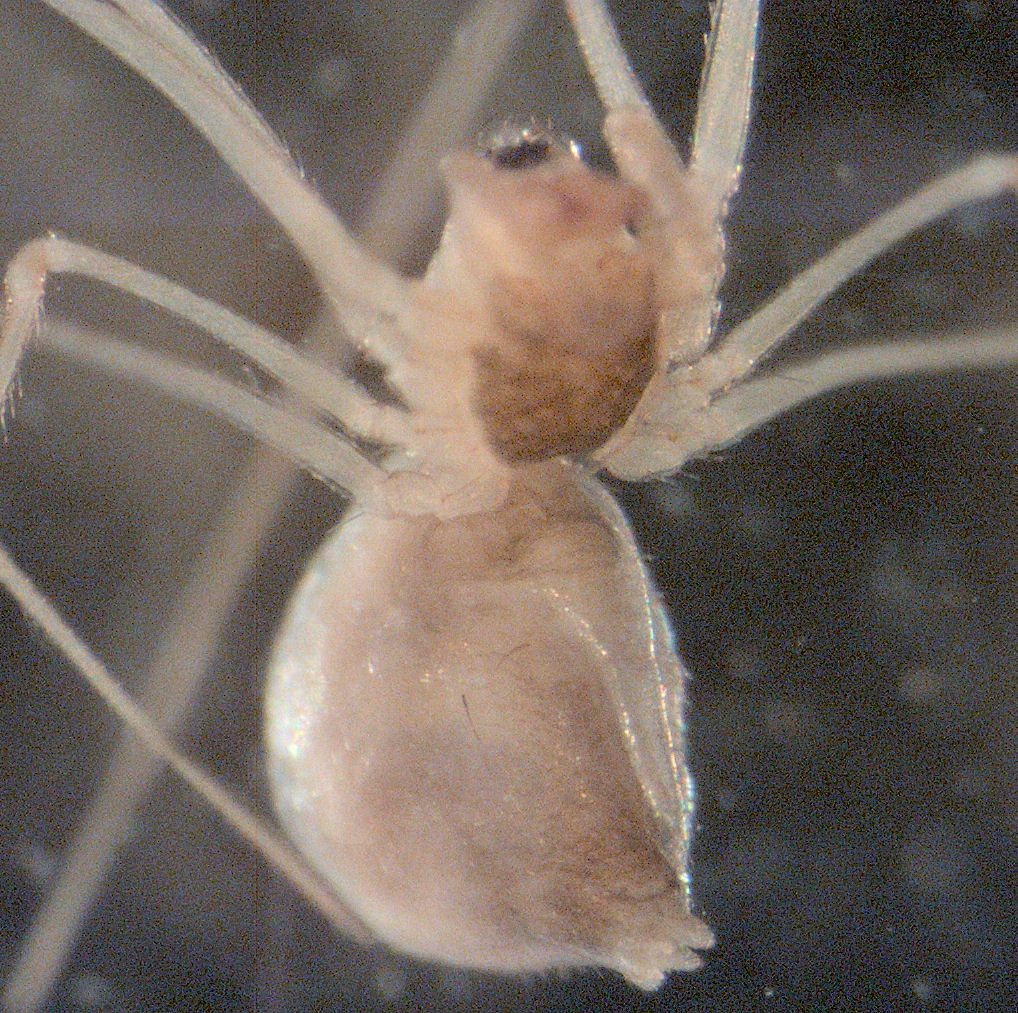
Pahoroides aucklandica, femmina

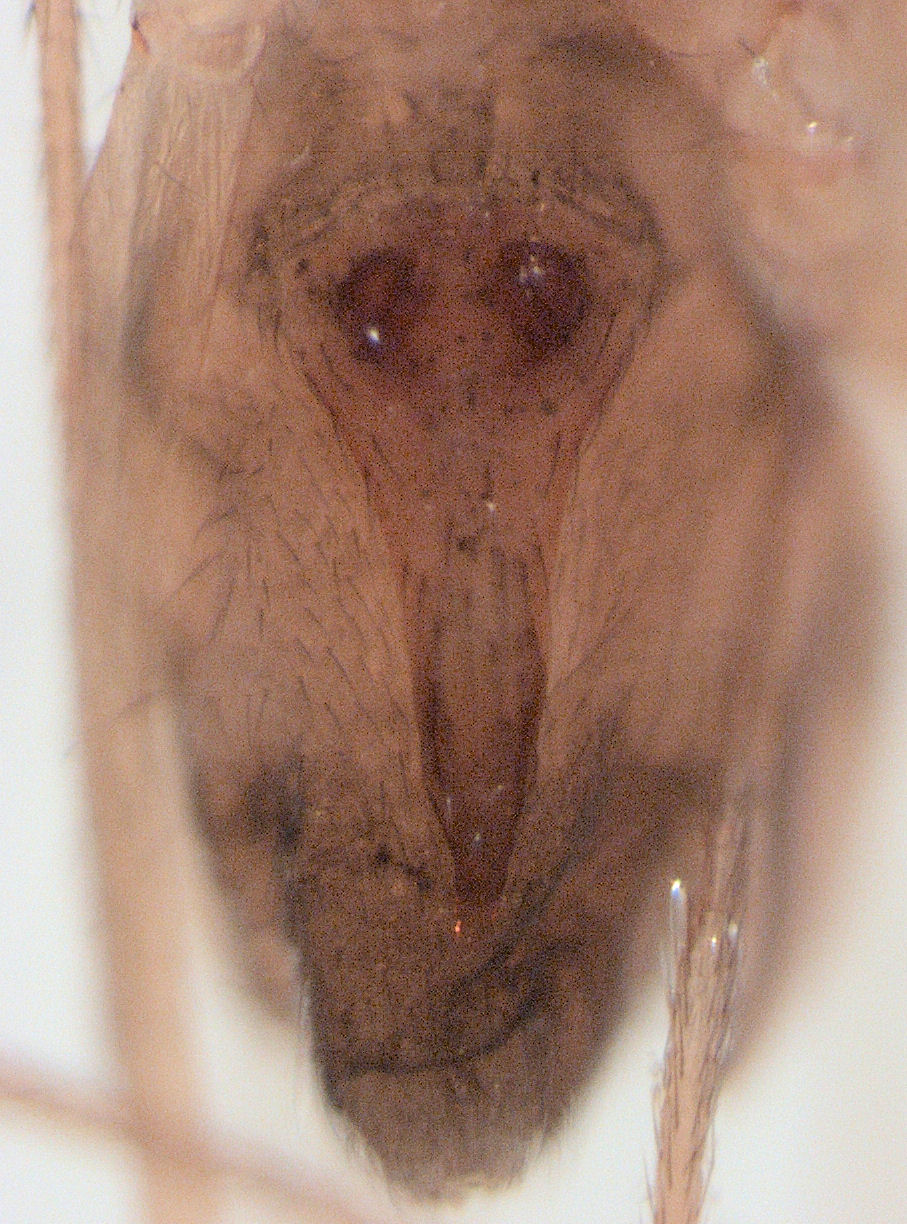
Pahoroides balli, femmina, opistosoma, vista ventrale

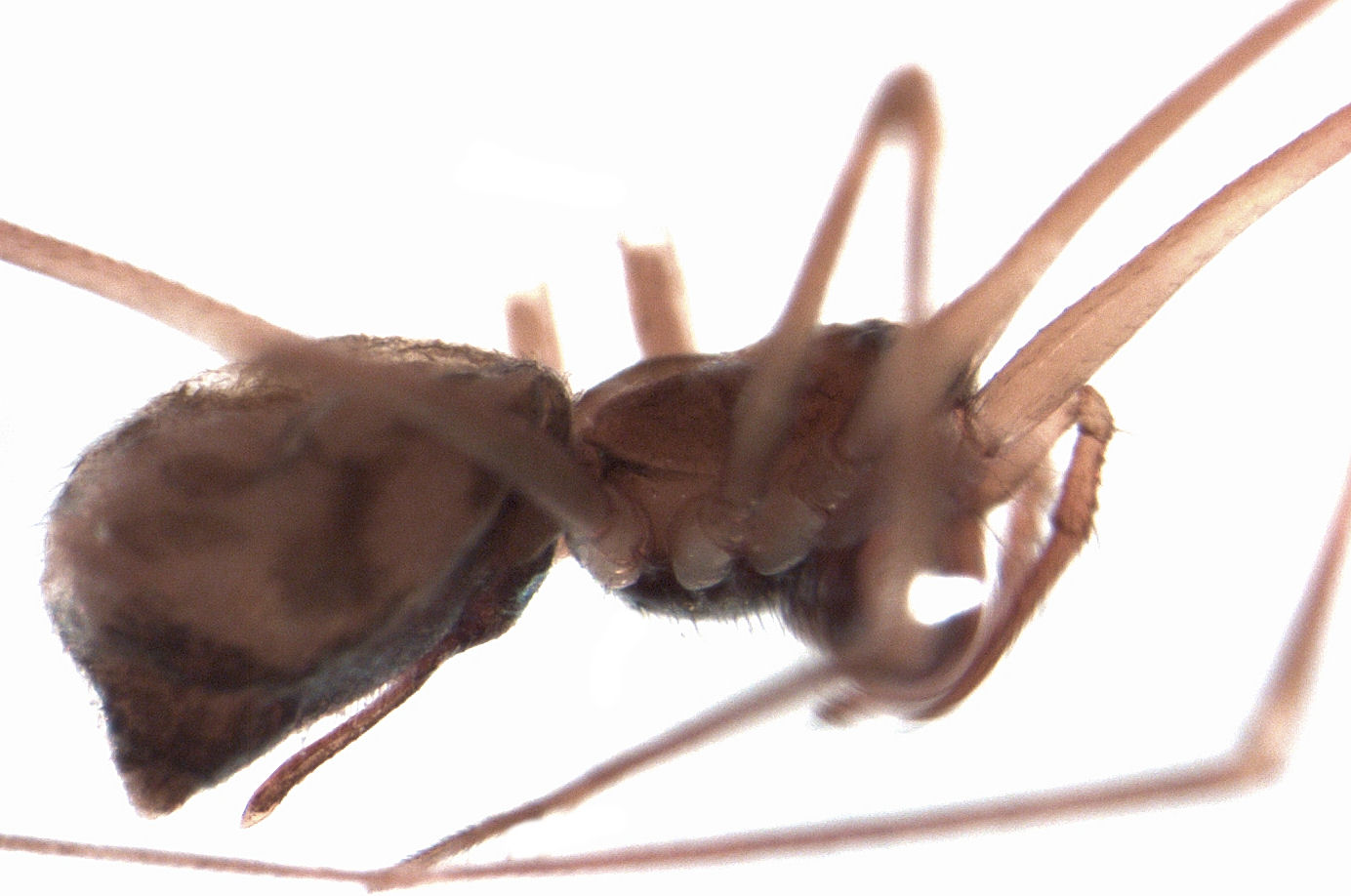
Pahoroides courti, femmina, vista laterale

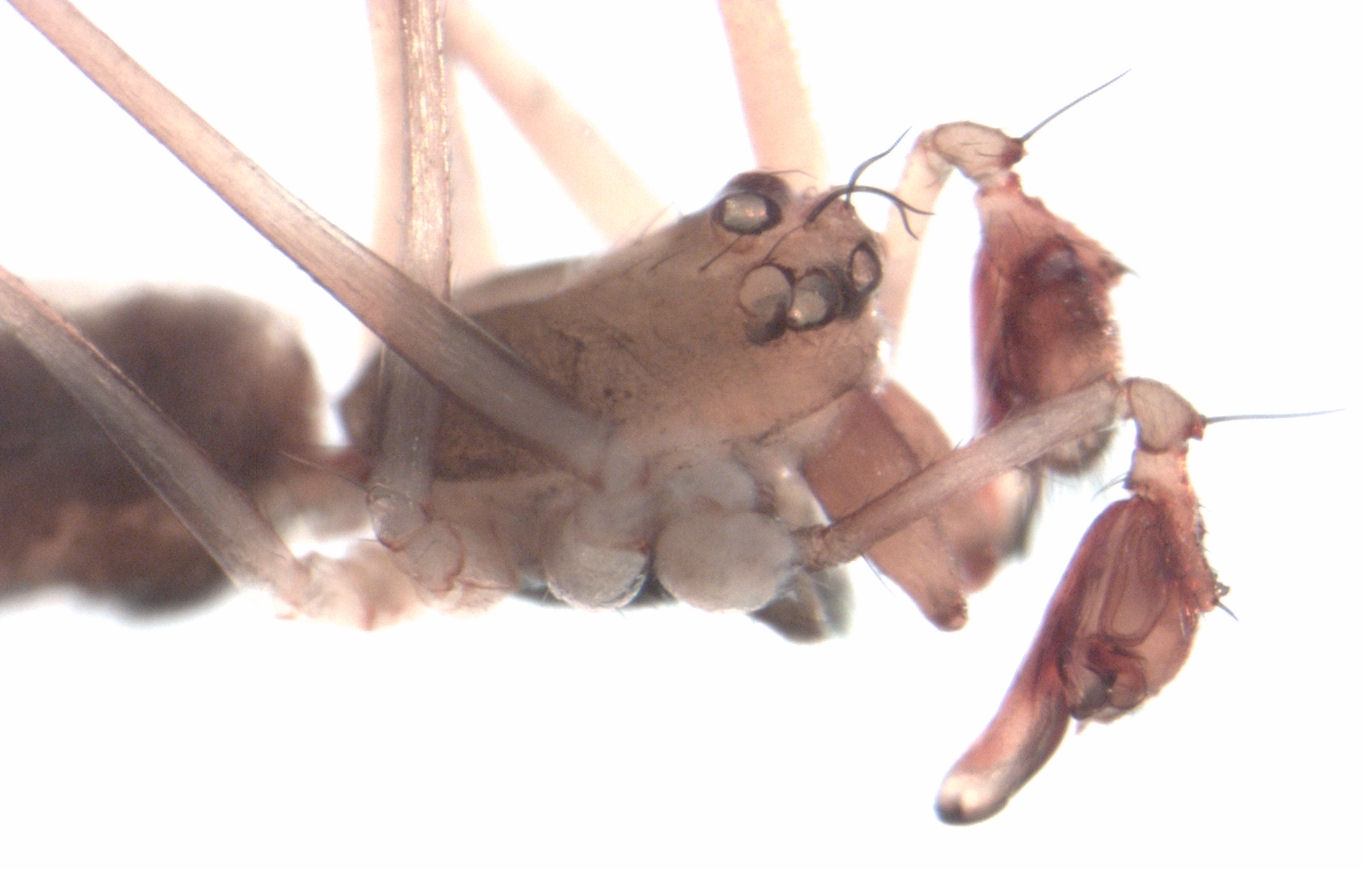
Pahoroides courti, maschio, vista laterale

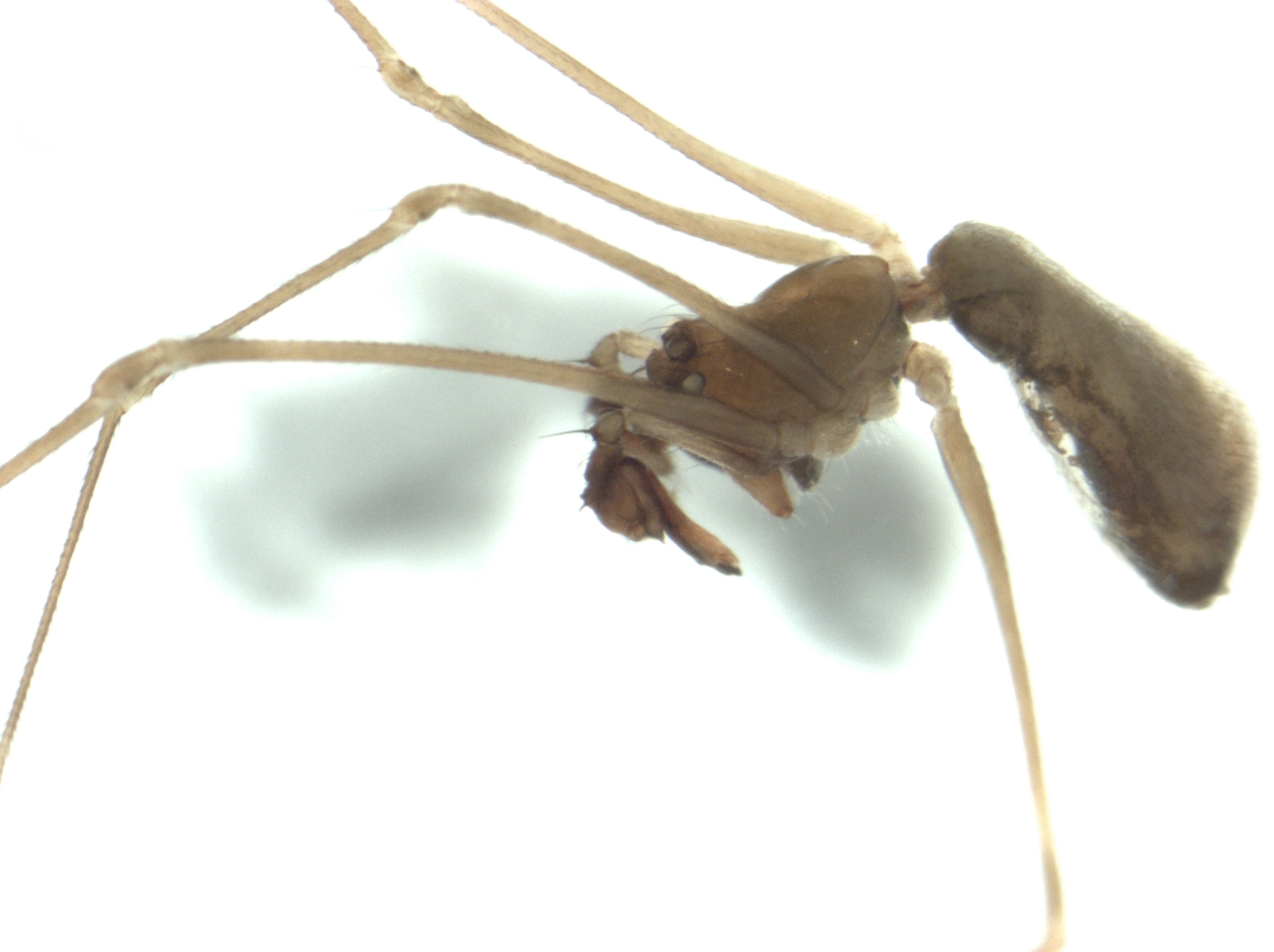
Pahoroides sp., maschio

## Calcarsynotaxus
Calcarsynotaxus Wunderlich, 1995
- Calcarsynotaxus benrobertsi Rix, Roberts & Harvey, 2009 — Australia occidentale
- Calcarsynotaxus longipes Wunderlich, 1995 — Queensland

## Chileotaxus
Chileotaxus Platnick, 1990
- Chileotaxus sans Platnick, 1990 — Cile

## Mangua
Mangua Forster, 1990
- Mangua caswell Forster, 1990 — Nuova Zelanda
- Mangua convoluta Forster, 1990 — Nuova Zelanda
- Mangua flora Forster, 1990 — Nuova Zelanda
- Mangua forsteri (Brignoli, 1983) — Isole Auckland, Isole Campbell
- Mangua gunni Forster, 1990 — Nuova Zelanda
- Mangua hughsoni Forster, 1990 — Nuova Zelanda
- Mangua kapiti Forster, 1990 — Nuova Zelanda
- Mangua makarora Forster, 1990 — Nuova Zelanda
- Mangua medialis Forster, 1990 — Nuova Zelanda
- Mangua oparara Forster, 1990 — Nuova Zelanda
- Mangua otira Forster, 1990 — Nuova Zelanda
- Mangua paringa Forster, 1990 — Nuova Zelanda
- Mangua sana Forster, 1990 — Nuova Zelanda
- Mangua secunda Forster, 1990 — Nuova Zelanda

## Meringa
Meringa Forster, 1990
- Meringa australis Forster, 1990 — Nuova Zelanda
- Meringa borealis Forster, 1990 — Nuova Zelanda
- Meringa centralis Forster, 1990 — Nuova Zelanda
- Meringa conway Forster, 1990 — Nuova Zelanda
- Meringa hinaka Forster, 1990 — Nuova Zelanda
- Meringa leith Forster, 1990 — Nuova Zelanda
- Meringa nelson Forster, 1990 — Nuova Zelanda
- Meringa otago Forster, 1990 — Nuova Zelanda
- Meringa tetragyna Forster, 1990 — Nuova Zelanda

## Microsynotaxus
Microsynotaxus Wunderlich, 2008
- Microsynotaxus calliope Wunderlich, 2008 — Queensland
- Microsynotaxus insolens Wunderlich, 2008 — Queensland

## Nomaua
Nomaua Forster, 1990
- Nomaua arborea Forster, 1990 — Nuova Zelanda
- Nomaua cauda Forster, 1990 — Nuova Zelanda
- Nomaua crinifrons (Urquhart, 1891) — Nuova Zelanda
- Nomaua nelson Forster, 1990 — Nuova Zelanda
- Nomaua perdita Forster, 1990 — Nuova Zelanda
- Nomaua rakiura Fitzgerald & Sirvid, 2009 — isola Stewart
- Nomaua repanga Fitzgerald & Sirvid, 2009 — Nuova Zelanda
- Nomaua rimutaka Fitzgerald & Sirvid, 2009 — Nuova Zelanda
- Nomaua taranga Fitzgerald & Sirvid, 2009 — Nuova Zelanda
- Nomaua urquharti Fitzgerald & Sirvid, 2009 — Nuova Zelanda
- Nomaua waikanae (Forster, 1990) — Nuova Zelanda
- Nomaua waikaremoana Forster, 1990 — Nuova Zelanda

## Pahora
Pahora Forster, 1990
- Pahora cantuaria Forster, 1990 — Nuova Zelanda
- Pahora graminicola Forster, 1990 — Nuova Zelanda
- Pahora kaituna Forster, 1990 — Nuova Zelanda
- Pahora media Forster, 1990 — Nuova Zelanda
- Pahora montana Forster, 1990 — Nuova Zelanda
- Pahora murihiku Forster, 1990 — Nuova Zelanda
- Pahora rakiura Forster, 1990 — Nuova Zelanda
- Pahora taranaki Forster, 1990 — Nuova Zelanda
- Pahora wiltoni Forster, 1990 — Nuova Zelanda

## Pahoroides
Pahoroides Forster, 1990
- Pahoroides aucklandica Fitzgerald & Sirvid, 2011 — Nuova Zelanda
- Pahoroides balli Fitzgerald & Sirvid, 2011 — Nuova Zelanda
- Pahoroides confusa Fitzgerald & Sirvid, 2011 — Nuova Zelanda
- Pahoroides courti Forster, 1990 — Nuova Zelanda
- Pahoroides forsteri Fitzgerald & Sirvid, 2011 — Nuova Zelanda
- Pahoroides gallina Fitzgerald & Sirvid, 2011 — Nuova Zelanda
- Pahoroides kohukohu Fitzgerald & Sirvid, 2011 — Nuova Zelanda
- Pahoroides whangarei Forster, 1990 — Nuova Zelanda

## Paratupua
Paratupua Platnick, 1990
- Paratupua grayi Platnick, 1990 — Australia (Victoria)

## Physoglenes
Physoglenes Simon, 1904
- Physoglenes chepu Platnick, 1990 — Cile
- Physoglenes lagos Platnick, 1990 — Cile
- Physoglenes puyehue Platnick, 1990 — Cile
- Physoglenes vivesi Simon, 1904 — Cile

## Runga
Runga Forster, 1990
- Runga akaroa Forster, 1990 — Nuova Zelanda
- Runga flora Forster, 1990 — Nuova Zelanda
- Runga moana Forster, 1990 — Nuova Zelanda
- Runga nina Forster, 1990 — Nuova Zelanda
- Runga raroa Forster, 1990 — Nuova Zelanda

## Tupua
Tupua Platnick, 1990
- Tupua bisetosa Platnick, 1990 — Tasmania
- Tupua cavernicola Platnick, 1990 — Tasmania
- Tupua raveni Platnick, 1990 — Tasmania
- Tupua troglodytes Platnick, 1990 — Tasmania

## Zeatupua
Zeatupua Fitzgerald & Sirvid, 2009
- Zeatupua forsteri Fitzgerald & Sirvid, 2009 — Nuova Zelanda